# デルヴォー (小惑星)
デルヴォー (1848 Delvaux) は、小惑星帯（メインベルト）にあるS型小惑星である。
1933年8月13日、ベルギーの天文学者ウジェーヌ・デルポルトがブリュッセル近郊のウックルにあるベルギー王立天文台で発見した。
天文学者G. ローラン（フランスのジョルジュ・ローランGeorges Roland、またはベルギーのGinette Rolandのどちらかだとされる）の義妹の名に因んで命名された。